# Steve Wijler
Steve Wijler, född 19 september 1996, är en holländsk bågskytt. Han deltog vid olympiska sommarspelen 2020.